# Vincent Wong
Vincent Wong (n. 7 de julio de 1983) es un actor y cantante hongkonés. Hijo de padre Han y madre Uigur.
Es además uno de los actores, que forma parte como artista principal de la red TBN de Hong Kong. Su carrera artística empezó a partir del 2005, debutó como actor por primera vez en el 2008 en una serie de televisión titulada "Your Class or Mine" y ese mismo año también debutó como actor de cine en una película titulada "Storm Rider Clash of the Evils". Se casó con la actriz Yoyo Chen a las 11:00 a. m. el 11 de noviembre de 2011. Su hija nació en abril del 2012.

## Filmografía

### TV series
| Año  | Título                          | Personaje              | Notas |
| ---- | ------------------------------- | ---------------------- | --- |
| 2008 | Your Class or Mine              | Ching Gwok-ho (Benny)  | |
| 2008 | War of In-Laws II               | Mark                   | |
| 2009 | Born Rich                       | Szeto Fung (Tiger)     | |
| 2010 | Can't Buy Me Love               | Yu Man-kit             | |
| 2010 | Gun Metal Grey                  | Carson Ko              | My AOD Favourites Award for My Favourite Promising Actor Nominated - TVB Anniversary Award for Best Supporting Actor        |
| 2010 | Home Troopers                   | Tong Sau-lai           | |
| 2012 | Wish and Switch                 | Wayne Wing Yiu         | Nominated - TVB Anniversary Award for Most Improved Male Artist                                                             |
| 2012 | Tiger Cubs                      | Yau Chun-Hin           | Nominated - TVB Anniversary Award for Most Improved Male Artist                                                             |
| 2012 | Silver Spoon, Sterling Shackles | Chung Kai-yip          | Nominated - TVB Anniversary Award for Best Supporting Actor Nominated - TVB Anniversary Award for Most Improved Male Artist |
| 2012 | Friendly Fire                   | Duncan Dung Kai Sin    | TVB Anniversary Award for Most Improved Male Artist                                                                         |
| 2013 | Season of Love                  | Simon Fung Sau-man     | TVB Anniversary Award for Most Improved Male Artist                                                                         |
| 2013 | Sergeant Tabloid                | Tung Siu Lung          | TVB Anniversary Award for Most Improved Male Artist                                                                         |
| 2013 | A Change of Heart               | Eason Tong Sin Chi     | TVB Anniversary Award for Most Improved Male Artist                                                                         |
| 2013 | Will Power                      | Gilbert Sung Ka Yiu    | TVB Anniversary Award for Most Improved Male Artiste                                                                        |
| 2013 | Coffee Cat Mama                 | Yam Ka Ching           | |
| 2014 | Swipe Tap Love                  | Edward Wong Chi Cheung | |
| 2014 | Tomorrow Is Another Day         | Kiu Ching Kiu, Q sir   | |

### Película
| Año  | Título                         | Personaje | Notas |
| ---- | ------------------------------ | --------- | ----- |
| 2008 | Storm Rider Clash of the Evils | Constable | Voice |
| 2010 | Black Ransom                   | Spring    |       |
| 2011 | I Love Hong Kong               |           |       |

## Temas musicales
- War of In-Laws II (野蠻奶奶大戰戈師奶) Sub-Theme Song - "Most Difficult to Pass Today" 最難過今天 by Myolie Wu and Vincent Wong (2008)